# Скребицкий, Георгий Алексеевич
Георгий Алексеевич Скребицкий (20 июля (2 августа) 1903  — 18 августа 1964) — советский писатель-натуралист и сценарист.

## Биография
Георгий Скребицкий родился в Москве, в семье врача. Его детские годы прошли в провинциальном городке Чернь Тульской губернии, и детские впечатления от неяркой природы этих мест навсегда остались в памяти будущего писателя.
В 1921 году Скребицкий заканчивает Чернскую школу 2-й ступени и едет учиться в Москву, где в 1925 году заканчивает литературное отделение в Институте слова. Затем поступает на факультет охотоведения и звероводства в Московский высший зоотехнический институт, чтобы досконально изучить с детства близкий ему мир природы и животных. По окончании обучения (1930) работает в Институте пушного звероводства, в лаборатории зоопсихологии Института психологии при МГУ. Кандидат биологических наук (1937).
Однако не научная карьера натуралиста-исследователя, а литературное творчество становится с конца 1930-х годов главным делом в жизни Георгия Скребицкого. В 1939 году по написанному им сценарию выходит научно-популярный фильм «Остров белых птиц», материалом для которого послужила научная экспедиция на птичьи гнездовья Белого моря.
Тогда же состоялся и собственно писательский дебют: публикуется рассказ «Ушан». «Это, — сказал Георгий Алексеевич впоследствии, — как бы щёлочка, через которую я заглянул в страну прошлого, страну моего детства» («Листопадник. Вместо предисловия»).
Уже первые сборники Скребицкого «Простофиля и хитрецы» (1944), «Рассказы охотника» (1948) поставили его в ряд лучших детских писателей-натуралистов.
Единомышленником и литературным соавтором Георгия Скребицкого с конца 1940-х годов стала известная писательница-анималистка Вера Чаплина. В своем совместном творчестве они обратились и к самым маленьким читателям — писали для них короткие познавательные рассказы о природе в журнал «Мурзилка» и учебник для первоклассников «Родная речь». Эти вроде бы простые и легкие для восприятия тексты оказались технически очень сложной работой для настоящих писателей и знатоков природы, какими в полной мере были Скребицкий и Чаплина. Требовалась особая точность слова, выверялся ритм каждой фразы, чтобы дать малышам образное и в то же время верное представление о том, как зимует белочка или чем живёт майский жук. В произведениях Скребицкого встречаются разные жанровые формы: рассказ-подпись, рассказ-очерк, сказка, художественный очерк.
В соавторстве Скребицкий и Чаплина создают сценарии к мультфильмам «Лесные путешественники» (1951) и «В лесной чаще» (1954). После совместной поездки в Западную Белоруссию они публикуют книгу очерков «В Беловежской пуще» (1949).
В 1950-х годах Скребицкий продолжает работать над своими новыми сборниками рассказов: «В лесу и на речке» (1952), «Наши заповедники» (1957). Итогом творчества писателя стали две автобиографические повести «От первых проталин до первой грозы» (1964) и «У птенцов подрастают крылья» (1966); текст последней повести остался незавершенным — после смерти Георгия Скребицкого к печати его готовила Вера Чаплина.
В произведениях Скребицкого человек, общество и природа неразрывно связаны. Писатель убежден в преобразующей силе природы как самого важного фактора пробуждения человеческой нравственности.

## Семья
Жена — Татьяна Ивановна Бибикова (1907—1977), доктор биологических наук.
Сыновья:
— Владимир Георгиевич Скребицкий (род. 1934) — ученый-физиолог, член-корреспондент РАМН (2002), член-корреспондент РАН (2006), писатель, член Союза писателей России (1991).
— Иван Георгиевич Скребицкий (1942—1975).
До 1959 года Георгий Скребицкий жил в Москве на Конюшковской улице, д.7, кв.4 , с 1959 года - на улице Черняховского, д.4, кв.7 .

## Произведения
- «В тревожные дни» (Детгиз, М.—Л., 1942)
- «Простофили и хитрецы» (Детгиз, М.—Л., 1944)
- «На заповедных островах» (Детгиз, М., 1945)
- «Воробей и синица» (Издание Московского зоопарка) (ОГИЗ, М., 1945)
- «Волк» (Издание Московского зоопарка) (ОГИЗ, М., 1946)
- «Рассказы охотника» (Детгиз, М.—Л., 1948)
- «Беловежская пуща» (в соавторстве с В. В. Чаплиной; Петрозаводск, 1949)
- «В Беловежской пуще» (в соавторстве с В. В. Чаплиной; Детгиз, М.—Л., 1949)
- «Охотничьи тропы» (Воениздат, М., 1949, 1951)
- «Про наших птиц» (Детгиз, М., 1951)
- «В лесу и на речке» (Детгиз, М.—Л., 1952)
- «Лесное эхо» (Детгиз, М.—Л., 1952)
- «Под зоркой охраной» (Детгиз, М., 1953)
- «С ружьем и без ружья» (Детгиз, М., 1953)
- «На пороге весны» (Детгиз, М., 1953)
- «В Беловежской пуще» (в соавторстве с В. В. Чаплиной; Ставрополь, 1953)
- «В Беловежской пуще» (в соавторстве с В. В. Чаплиной; Смоленск, 1954)
- «Колючая семейка» (Детгиз, М., 1954, 1957)
- «Товарищи по охоте» (Детгиз, М., 1956)
- «Лесной прадедушка» (Детгиз, М., 1956, 1957)
- «Наши заповедники» (Детгиз, М., 1957)
- «На новом море» (Детгиз, М., 1957)
- «Синица и соловей» (Детский мир, М., 1958) (+ Аудио-рассказ к книге)
- «Листопадник» (Детгиз, М., 1960)
- «В шапке-невидимке» (Детгиз, М., 1961)
- «Прирученные и дикари» (Детгиз, М., 1961)
- «Что когда бывает» (Детгиз, М., 1961)
- «Домик на берёзе» (Советская Россия, М., 1962)
- «За лесной завесой» (Детгиз, М., 1963)
- «Весенняя песня» (Малыш, М., 1964) (+ Аудио-рассказ к книге)
- «От первых проталин до первой грозы» (Детская литература, М., 1964, 1966, 1968, 1972)
- «У птенцов подрастают крылья» (Детская литература, М., 1966)
- «Весёлые ручьи» (Детская литература, М., 1969, 1973)
- «Четыре художника» (Центрально-Чернозёмное книжное издательство, Воронеж, 1975)
- «Пушок» (Малыш, М., 1987) (+ Аудио-рассказ по книге)
- "Всяк по - своему"
- "Кот Иванович"

### Сценарии
- Вера Чаплина, Георгий Скребицкий «Лесные путешественники» с.150-168, Фильмы-сказки. Сценарии рисованных фильмов Выпуск 2. — М. Госкиноиздат, 1952, — 184с. — Тираж 45 000экз.
- Вера Чаплина, Георгий Скребицкий «В лесной чаще» с.133-148, Фильмы-сказки. Сценарии рисованных фильмов Выпуск 3. — М. Искусство, 1954, — 248с. — Тираж: 90 000 экз.